# Alfa Romeo Visconti
De Alfa Romeo Visconti is een conceptauto van het Italiaanse autohuis Alfa Romeo, ontworpen door Giorgetto Giugiaro. De auto was voor het eerst te zien op de Autosalon van Genève in 2004.
De auto is een vierdeurscoupé. Onder de motorkap ligt een V6 3.2 liter JTS-biturbo, waaruit 405 pk wordt gehaald. De vernieuwde grille ziet men terug in de modernisering van de Alfa Romeo 147 en in de Alfa Romeo 159. De koplampen van de Visconti kwamen ook duidelijk terug in de Nuovo 147.
De naam Visconti is ontleend aan de beroemde familie Visconti, wier familiewapen in 1910 een tekenaar inspiratie gaf voor het rechterdeel van het Alfa Romeo-logo (de slang).